# Gretchen
Gretchen (anhörenⓘ) ist ein weiblicher Vorname.

## Herkunft und Bedeutung
Der Name ist eine Variante von Margarete. Insbesondere in den Vereinigten Staaten findet er sich als regulärer Vorname (englische Aussprache: [ˈɡrɛtʃən] mit kurzem e). Demgegenüber stellt er im deutschsprachigen Raum mehr eine umgangssprachliche Koseform mittels Diminutiv dar. Der Name Gretchen wurde im Jahr 2011 in Deutschland mindestens dreimal vergeben.

## Bekannte Namensträgerinnen
- Gretchen Barthelmes (1874–1945), deutsche Schriftstellerin
- Gretchen Bleiler (* 1981), US-amerikanische Profi-Snowboarderin
- Gretchen Carlson (* 1966), US-amerikanische Fernsehmoderatorin und ehemalige Miss America
- Gretchen Corbett (* 1945), US-amerikanische Schauspielerin bei Film, Fernsehen und Theater
- Gretchen Daily (* 1964), US-amerikanische Ökologin
- Gretchen Dutschke-Klotz (* 1942), Theologin, Soziologin, Studenten-Aktivistin und Ehefrau von Rudi Dutschke
- Gretchen Egolf (* 1973), US-amerikanische Schauspielerin
- Gretchen Franklin (1911–2005), britische Schauspielerin
- Gretchen Fraser (1919–1994), US-amerikanische Skirennläuferin
- Gretchen Lederer (1891–1955), deutsche Schauspielerin der Stummfilmzeit
- Gretchen Magers (* 1964), US-amerikanische  Tennisspielerin.
- Gretchen Merrill (1925–1965), US-amerikanische Eiskunstläuferin
- Gretchen Mol (* 1972), US-amerikanische Schauspielerin
- Gretchen Parlato (* 1976), US-amerikanische Jazzsängerin
- Gretchen Rau (1939–2006), US-amerikanische Bühnenbildnerin und Filmausstatterin
- Gretchen Reydams-Schils (* 1965), belgisch-US-amerikanische Philosophiehistorikerin
- Gretchen Rush (* 1964), US-amerikanische Tennisspielerin
- Gretchen Ulion (* 1972), US-amerikanische Eishockeyspielerin
- Gretchen Whitmer (* 1971), US-amerikanische Politikerin
- Gretchen Wilson (* 1973), US-amerikanische Countrysängerin und Songwriterin
- Gretchen Wohlwill (1878–1962), deutsche Malerin
- Gretchen Wyler (1932–2007), US-amerikanische Schauspielerin

## Künstlernamen
- Gretchen (Sängerin) (* 1959), brasilianische Sängerin, Tänzerin und Schauspielerin

## Fiktive Personen
- Das Gretchen aus Goethes Urfaust und Faust I (siehe Gretchentragödie, Gretchenfrage)
- Gretchen Wieners aus Mean Girls; gespielt von Lacey Chabert
- Gretchen Schwartz aus Breaking Bad; gespielt von Jessica Hecht
- Gretchen Sackmeier. Buch von Christine Nöstlinger

## Musik
- Franz Schubert komponierte ein Werk Gretchen am Spinnrade, zu einem Text aus Goethes Faust.